# 警覺
警覺又稱警覺心、警觉性，是一種心理狀態。一個處於警覺狀態的人或者動物能夠一定程度上留意到周圍的環境，而且能夠在周圍環境出現危險時能及時應對。警覺性對一個人來說非常重要，而警覺性會受很多因素影響，如果一個人過於勞累、抑鬱、睡眠不足都會使人警覺性不足。人在昏睡時警觉性也會下降。而對於發作性嗜睡病、注意力不足過動症、慢性疲勞症候群、重性抑鬱疾患、愛迪生氏病和睡眠不足來說，警覺性不足也是上述疾病的症狀之一。